# 仇恨犯罪
仇恨犯罪（英語：Hate crime）或偏见动机型犯罪（英語：bias-motivated crime），指的是由針對某一特定社會群体的歧视性或偏见性犯罪行為。该罪行的提出是一种基于保護特定少數群體的意識形態或政治理念，由于现实中多数人群或者声称代表多数群体的组织或个人可能会针对与其不同種族、民族、国籍、户籍、语言、宗教、性別、性取向、身心障碍、年龄、性別特質、政治立場、资产状况、学历等等因素，而触发羞辱、攻击、霸凌甚至是谋杀等罪行的犯罪动机。
与一般类型的罪行不同的是，仇恨罪行的适用性需要考察犯罪嫌疑人的犯罪动机是否包括针对特定群体的定向攻击，也有部分国家和地区将仇恨言论也定义为犯罪。因此引发了对言论自由和仇恨言论关系的争议。这样的争议从讨论到具体法律法规的诞生和实施过程中都一直存在。在德國，仇恨言論與仇恨犯罪皆屬刑法所禁止對象，無論是「偏見動機」的「言論」或「行為」皆受到極大限制；而美國法對於「偏見動機」原則上則僅處罰其所生「行為」，而不處罰「言論」。

## 各國狀況

### 美国
美国45个州及联邦政府首都所在地哥伦比亚特区都已经通过了针对歧视性犯罪行为的法律，阿肯色州、乔治亚州、印第安纳州、南卡罗莱纳州、怀俄明州是仅有的5个暂未通过类似法律的州。
所有通过此类法律的州都将针对种族和宗教信仰的歧视导致的犯罪行为列为打击目标，这其中还有32个针对残障歧视犯罪立法，31个针对性取向歧视犯罪立法，28个针对性别歧视犯罪立法，14个针对变性/性别认同歧视犯罪立法，13个针对年龄歧视犯罪立法，5个针对政治背景/政治立场歧视犯罪立法，另有3个州及哥伦比亚特区还特别针对无家可归者的歧视犯罪立法。31个州和哥伦比亚特区都通过立法规定了具体的刑事处罚；27个州和哥伦比亚特区都通过立法规定该州或地区应该搜集仇恨罪行的相关信息，这其中有16个特别包含了针对性取向的仇恨罪行。

### 中華民國
中華民國人權法草案中，也有仇恨罪的規範，定義為基於種族、宗教、殘疾、種族特點、國籍、性別、政治見解或性傾向之偏見而侵犯他人之生命、財產或自由的特定犯罪，加重其刑至二分之一。惟該法並未正式立法施行。

## 针对仇恨罪行相关法律的支持和反对意见

### 支持意见
支持者認為仇恨犯罪的立法可對弱勢社群有一定的保障，對反歧視一定的幫助，況且不會妨礙基本言論自由。反過來說，言論自由可以得到保障，同時確保其他人不會受到歧視。
德國基本法裏對言論自由的保護，不包括鼓吹納粹主義和種族仇恨的言論。

### 反对意见
不少保守派人士擔心仇恨犯罪立法會使人失去其表達言論自由的權利。
例如一些宗教領袖若果在所屬宗教團體以外的公開場合反對同性戀者（例如表明反對同性婚姻的立場）並批評他們的行為，可能會觸犯仇恨犯罪。憲法高度保障言論自由的國家如美國，一些仇恨犯罪的指控可能會違反美國憲法第一修正案中保障言論自由及宗教信仰自由的權利。